# Chrám Narození přesvaté Bohorodice (Nižnij Novgorod)
Chrám Narození přesvaté Bohorodice (rusky Рождественская церковь) je pravoslavný chrám na břehu řeky Volhy v centru ruského Nižního Novgorodu. Vystavěn byl v letech 1696—1719 na náklady kupce Grigorije Dmitrijeviče Stroganova ze slavného ruského rodu Stroganovových. Chrám je jednou ze čtyř existujících staveb tzv. stroganovského stylu moskevského baroka, má proto status architektonické památky federálního významu.

## Historie
Výstavba chrámu započala roku 1696 a měla být hotova již v roce 1701. Dostavbu však překazil požár. K dokončení stavby tak došlo až roku 1719 z iniciativy manželky kupce Grigorije Dmitrijeviče Stroganova, Marie Jakovlevny.
Mezi lety 1722 až 1725 byl chrám na příkaz Petra I. uzavřen. Svatostánek také zachvátil nejeden požár (1768, 1782, 1788). V letech 1807-1812 provedl Alexandr Sergejevič Stroganov generální rekonstrukci. Další velké restaurátorské práce proběhly mezi lety 1870-1880 a v roce 1913.
Zvonice chrámu se v 60. letech 19. století začala povážlivě naklánět, za 20 let se vychýlila o 1,2 m. Roku 1887 proto byla vrchní patra rozebrána a znovu postavena.
Chrám se původně nazýval Stroganovský, avšak když byl v 19. století rozebrán poblíž stojící chrám Narození přesvaté Bohorodice (po němž se jmenuje i ulice), Stroganovský chrám přejal jméno zaniklého souseda.
Po bolševické revoluci bylo rozhodnuto o zboření chrámu, nicméně zdejšímu knězi Sergeji Vejsovovi se na základě mnohých historických dokumentů podařilo přesvědčit kompetentní osoby o kulturně-historickém významu této stavby ve stylu stroganovského baroka. Nakonec tedy padlo rozhodnutí o zřízení muzea náboženství a ateismu v tomto objektu. Jeho prvním ředitelem se stal nyní již občan Sergej Vejsov, jako strážný zde byl zaměstnán mnich Spiridon.
K opětovnému vysvěcení došlo v roce 1993. Zásadní rekonstrukce proběhla na počátku 21. století.
V roce 2004 byla z chrámu spolu s 18 dalšími odcizena vzácná ikona Vzkříšení Kristovo. Roku 2007 ji zakoupil sběratel v Estonsku, a když zjistil, že je kradená, rozhodl se ji vrátit. 24. července 2008 ji Nižněnovgorodské eparchii osobně předal tehdejší ruský premiér Vladimir Putin.

## Galerie

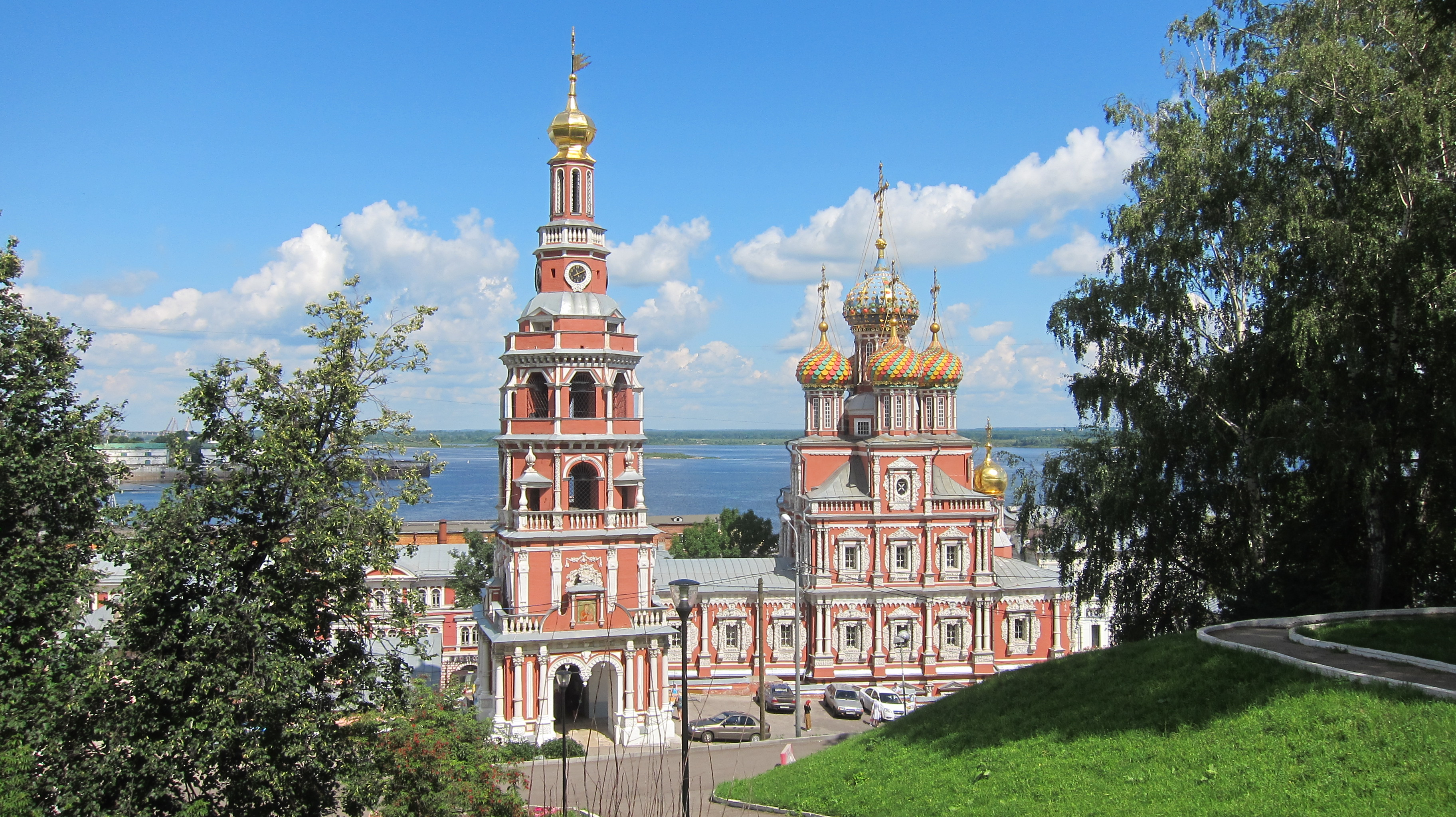
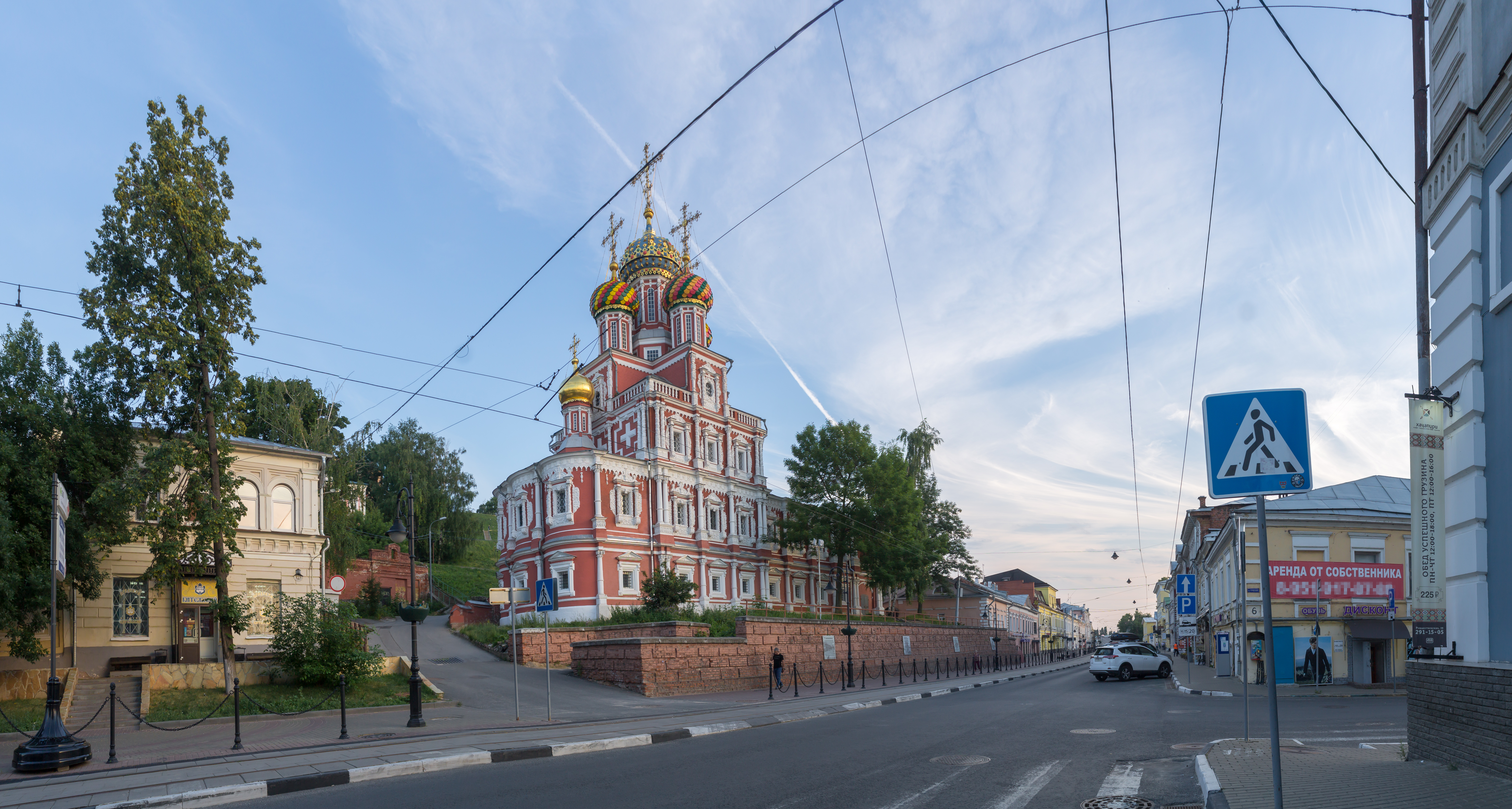
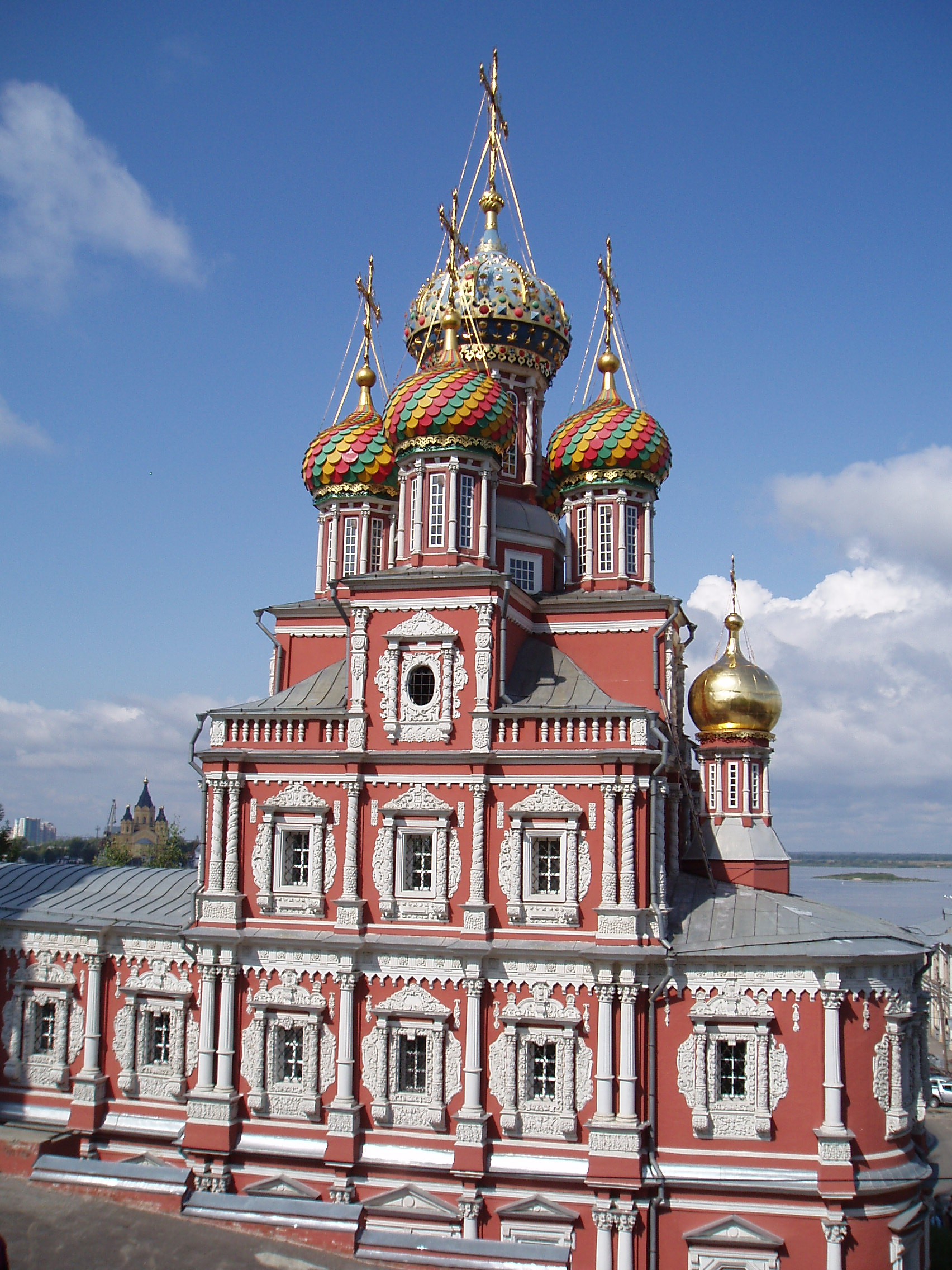

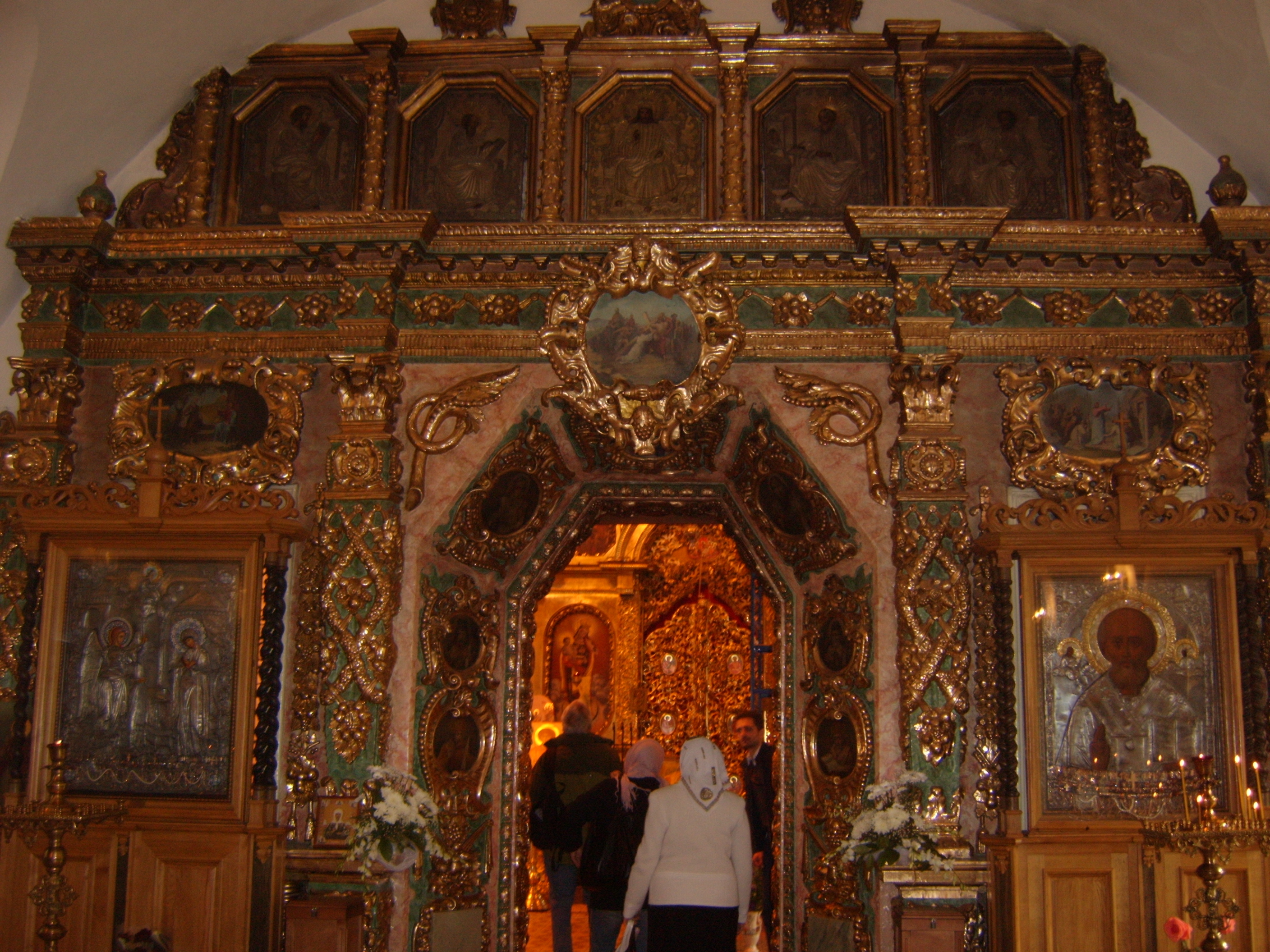
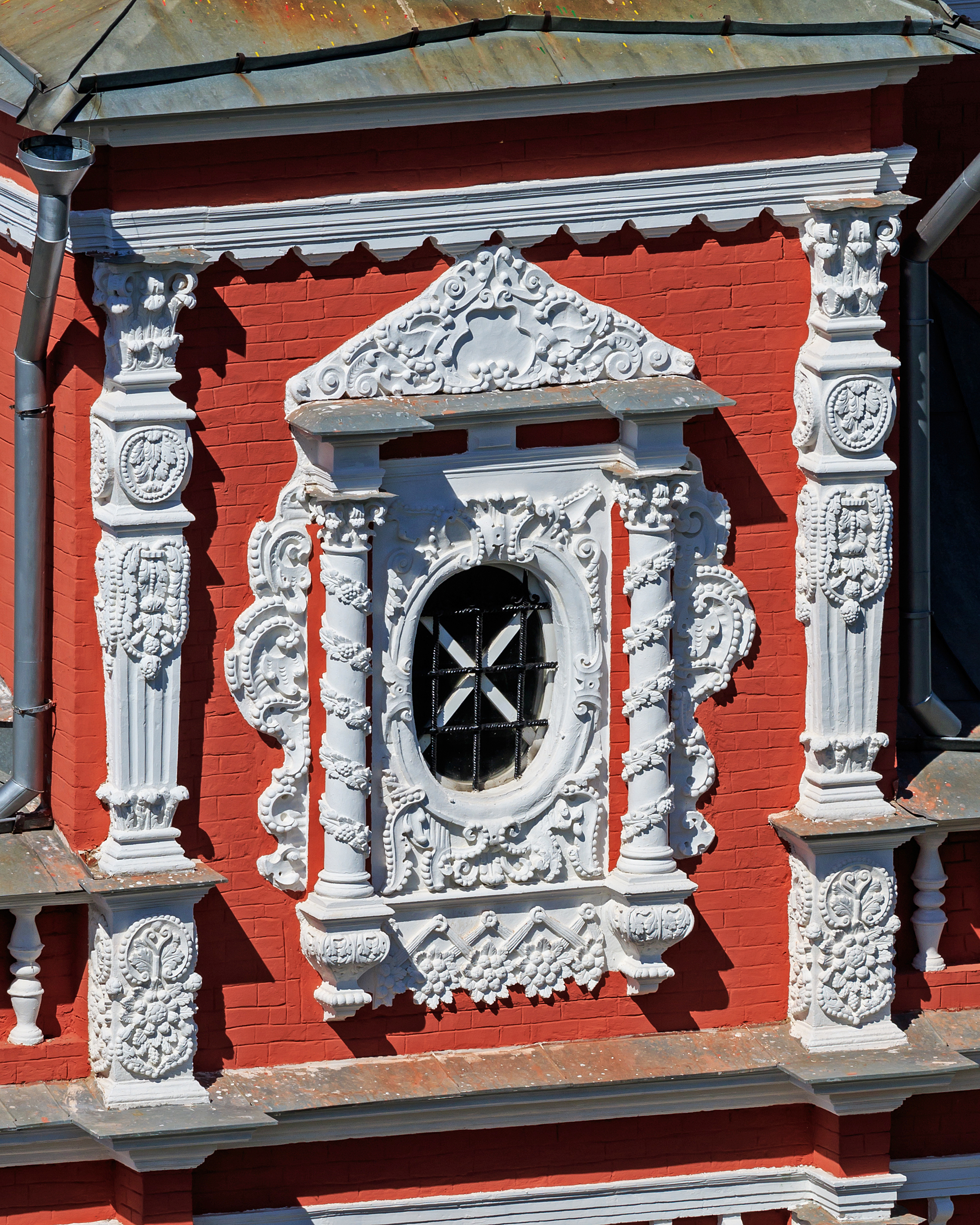
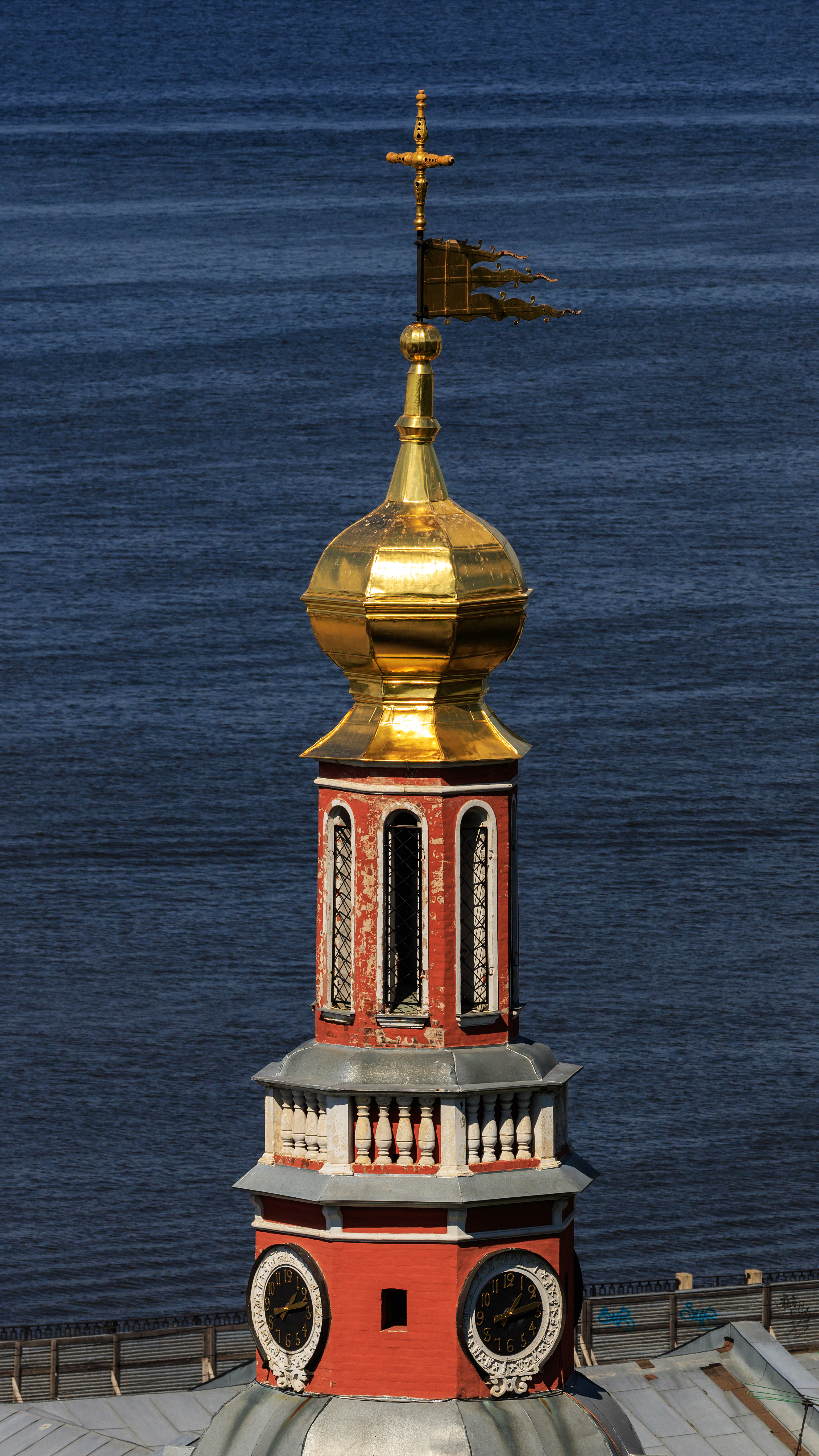
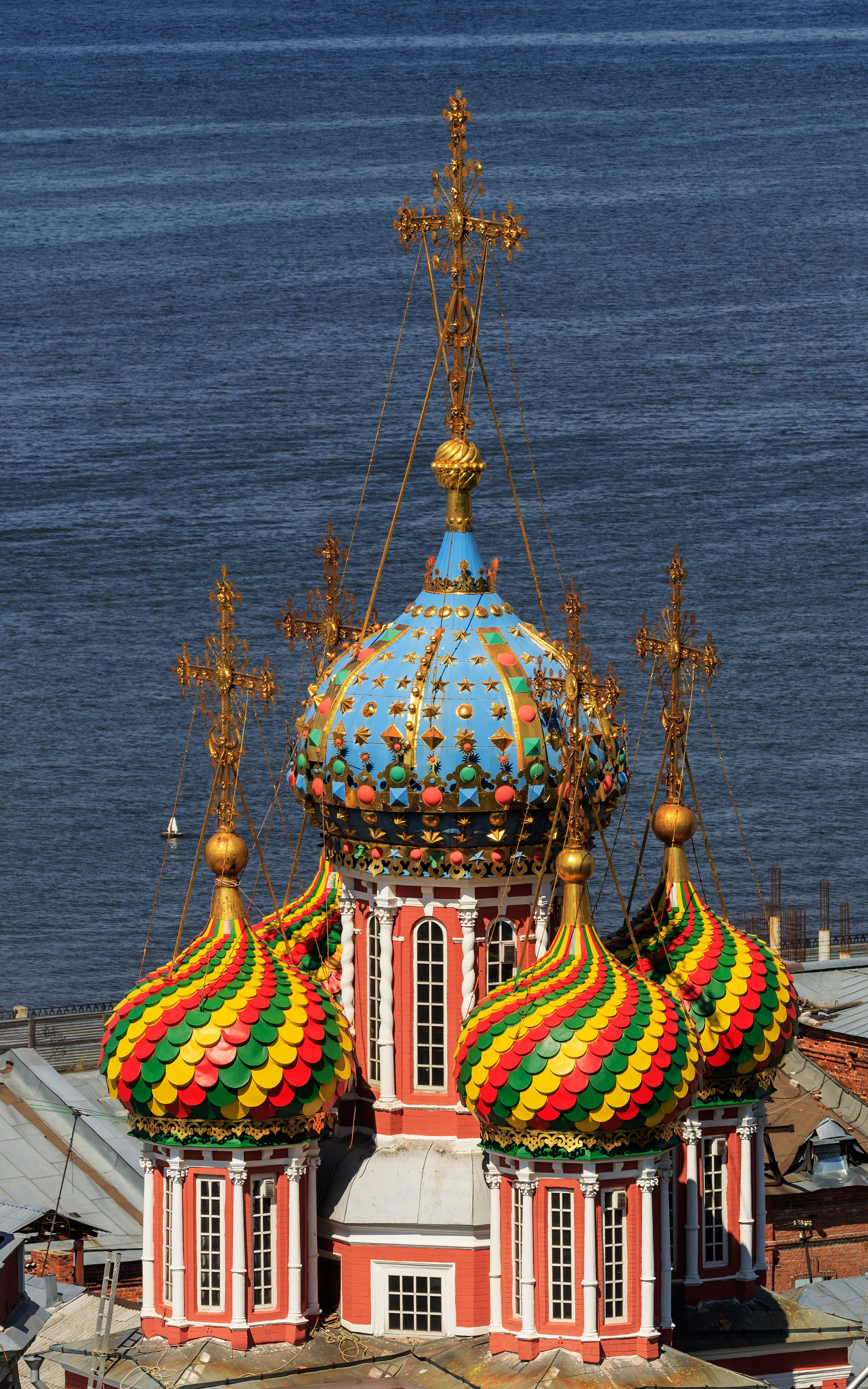